# Њени родитељи
Њени родитељи (енгл. Meet the Parents) је америчка комедија из 2000. године, у којој главне улоге тумаче Бен Стилер и Роберт де Ниро. Филм су продуцирали Јуниверзел студиос (енгл. Universal Studios) и Дримворкс (Dreamworks SKG), а режисер је Џеј Роуч, који се прославио филмовима из серијала о Остини Пауерсу. У 2004. појавио се наставак филма под насловом Упознајте Фокерове, после којег је уследио још један наставак под насловом Упознајте мале Фокерове у 2010. 
Успех овог филма је 2002. довео да стварања телевизијског ријалити-шоуа названог Упознајте моје родитеље.
Овај филм је римејк независног филма из 1992. који је данас тешко доступан. За оригинални истоимени филм, од 70 минута, Грег Глин је написао сценарио, режирао га и у њему глумио. Главни лик у филму је назван и обликован по њему самом, док је Пем названа и заснована према његовој снаји, жени брата који му је и најбољи пријатељ.
Овај филм се налази на 52. месту листе „100 најсмешних филмова” кабловске телевизије Браво.

## Радња
Медицински помагач, Грег Фокер (Бен Стилер), намерава да запроси своје девојку, Памелу Бернс (Тери Поло), али пре него што то успе да учини, одлази у посету Памелиним родитељима, тј. у њихову кућу, како би присуствовао венчању Памелине сестре. Грег при томе ни не слути да ће морати да истрпи породичног љубимца мачка Џинкса, све Памелине рођаке, као и њеног оца Џека Бернса (Роберт де Ниро) – пензионисаног ЦИА оперативца који сумња да је ли Грег добар за Памелу. Грег се мучи да импресионира Памелину породицу, но све што он каже или учини, Бернсеви сматрају увредљивим.
Једна од првих ствари које Грег сазнаје о Џеку, јест његово веровање у систем зван „Круг поверења”. Идеја система јесте да Џеков круг поверења међу собом нема тајни. Током филма, показује се како је састав пун пропуста, јер Џек не верује неким људима у Кругу, нарочито Грегу а уз то и неке друге особе из Џекове породице нису од поверења (људи попут његовог сина тинејџера, који пуши марихуану). Такође, Круг допушта Џеку да нарушава приватност других који се у њему налазе.
Џек користи психолошке игре, тестирања уз помоћ детектора лажи и константна испитивања, не би ли излудео Грега, који ће морати одговорити на Џекова питања и тестове, како би му коначно било допуштено да се ожени Памелом. Наравно, Грег успева у томе. Међутим, у једном тренутку, при крају филма, Џек говори својој супрузи Дини, „Још само једну ствар морамо обавити. Упознати његове родитеље”, чиме се заправо најављује наставак филма – Упознајте Фокерове.

## Улоге
| Глумац         | Улога                 |
| -------------- | --------------------- |
| Бен Стилер     | Гејлорд „Грег” Фокер  |
| Роберт де Ниро | Џек Бернс             |
| Тери Поло      | Памела „Пем” Бернс    |
| Блајт Данер    | Дина Бернс            |
| Никол Дехаф    | Дебора „Деби” Бернс   |
| Џон Абрахамс   | Дени Бернс            |
| Овен Вилсон    | Кевин Роли            |
| Џејмс Ребхорн  | др Лери Бенкс         |
| Том Мекарти    | др Роберт „Боб” Бенкс |
| Филис Џорџ     | Линда Бенкс           |